# ستيفن ك. سميث
ستيفن ك. سميث هو عسكري كندي، ولد في 1894، وتوفي في نوفمبر 1981.